# Айо (герцог Фриуля)
Айо (Айон; лат. Aio, итал. Aione; умер не ранее 816) — возможно, герцог Фриуля (799—816).

## Биография
На основании ономастических данных установлено, что Айо был лангобардом. Вероятно, он имел знатное происхождение. Принадлежавшие ему владения находились в окрестностях Чивидале-дель-Фриули, Виченцы и Вероны.
Предполагается, что в 775—776 годах Айо участвовал в анти-франкском мятеже фриульского герцога Ротгауда. Поражение, нанесённое восставшим Карлом Великим, заставило Айо искать убежища у аваров. Всё имущество мятежников было конфисковано. В землях аваров Айо провёл двадцать лет своей жизни. Однако в 796 году, во время франкско-аварской войны, он был схвачен воинами короля Италии Пипина и привезён во Франкию.
Находясь в качестве пленника при дворе Карла Великого, Айо сумел заслужить доверие правителя франков. Уже 2 февраля 799 года по личному указанию короля ему были возвращены все конфискованные ранее владения. Хартия, изданная по этому поводу — первый современный Айо документ, сохранившийся до нашего времени.
По мнению некоторых историков, в этом же году Айо был назначен правителем Фриульского герцогства, став преемником погибшего Эрика. Хотя в современных Айо документах полностью отсутствуют упоминания о нём как о герцоге Фриуля, возможно, он правил этим феодальным владением в тот период, когда никакой другой правитель герцогства не известен. В то же время, по мнению ряда современных историков, фриульским герцогом в 799—819 годах мог быть Кадолаг из рода Ахалольфингов.
В 804 году графы Айо и Кадолаг, а также пресвитер Иццо, были направлены императором Карлом Великим в качестве «государевых посланцев» (лат. missus domini imperatoris) в Истрию. В присутствии Градского патриарха Фортуната на собрании в Рисано (современная Рижана в Словении) посланцами был урегулирован спор между герцогом Иоанном и истрийцами, обвинявшими своего властителя в превышении полномочий. Как граф Айо упоминается и в документе, датированном 7 июля 809 года. В одной из хартий сообщается о его награждении «за особые заслуги» (лат. propter bene meritum suum servitium) перед правителем франков, однако чем Айо заслужил такое благоволение монарха, в источнике не уточняется. Эти факты свидетельствуют о высоком положении Айо среди знати Франкской империи.
По свидетельству «Анналы королевства франков», в 811 году Карл Великий отправил в Константинополь посольство в составе епископа Базеля Хейто, графа Тура Гуго и Айо. В присутствии византийского императора Михаила I Рангаве государевы посланцы от имени императора Запада подтвердили условия Никифорова мира.
Последнее упоминание об Айо в современных ему документах относится к 31 июля 816 года. В датированной этим днём хартии император Людовик I Благочестивый подтвердил права Айо на принадлежавшее тому имущество в Чивидале-дель-Фриули, Виченце и Вероне. Предполагается, что преемником Айо во Фриульском герцогстве мог быть Кадолаг, первые свидетельства о котором как о правителе этого владения датированы концом 816 года.
Из документа от 7 июля 809 года известно, что у Айо было три сына, разделившие владения отца: Альбоин, получивший поместья во Фриульском герцогстве и в Виченце, Ингоберт, также наделённый землями в Виченце, и Агисклаф, ставший владельцем поместья в Вероне. Так как владения Айо были весьма обширны, их раздел должен был санкционировать лично император Карл Великий.